# Leonhard Rauwolf
Leonhard (Leonhart) Rauwolf (Rauwolff), (Augsburgo, 21 de junho de 1535 – Waitzen, Hungria, 15 de setembro de 1596) foi um médico, botânico e viajante alemão. Sua principal notabilidade surge de uma viagem que fez pelo Levante e pela Mesopotâmia em 1573-1575. O motivo da viagem era em busca de suprimentos de fitoterápicos. Pouco depois de seu retorno, ele publicou um conjunto de novas descrições botânicas com um herbário. Mais tarde, ele publicou uma narrativa geral de viagem sobre sua visita.

## Primeiros anos
O jovem Rauwolff estudou inicialmente na Universidade de Wittenberg e depois estudou botânica e medicina em duas universidades no sul da França, a Universidade de Montpellier e a Universidade de Valence. Foi aluno de Guillaume Rondelet em Montpellier em 1560. Em 1564 teve o benefício de visitar o renomado botânico Carolus Clusius (que também fora aluno de Rondelet). Em 1565, ele estabeleceu um consultório médico em sua cidade natal, Augsburg, na Baviera. Naquele ano ele se casou.

## Viaje pelo Levante e pela Mesopotâmia

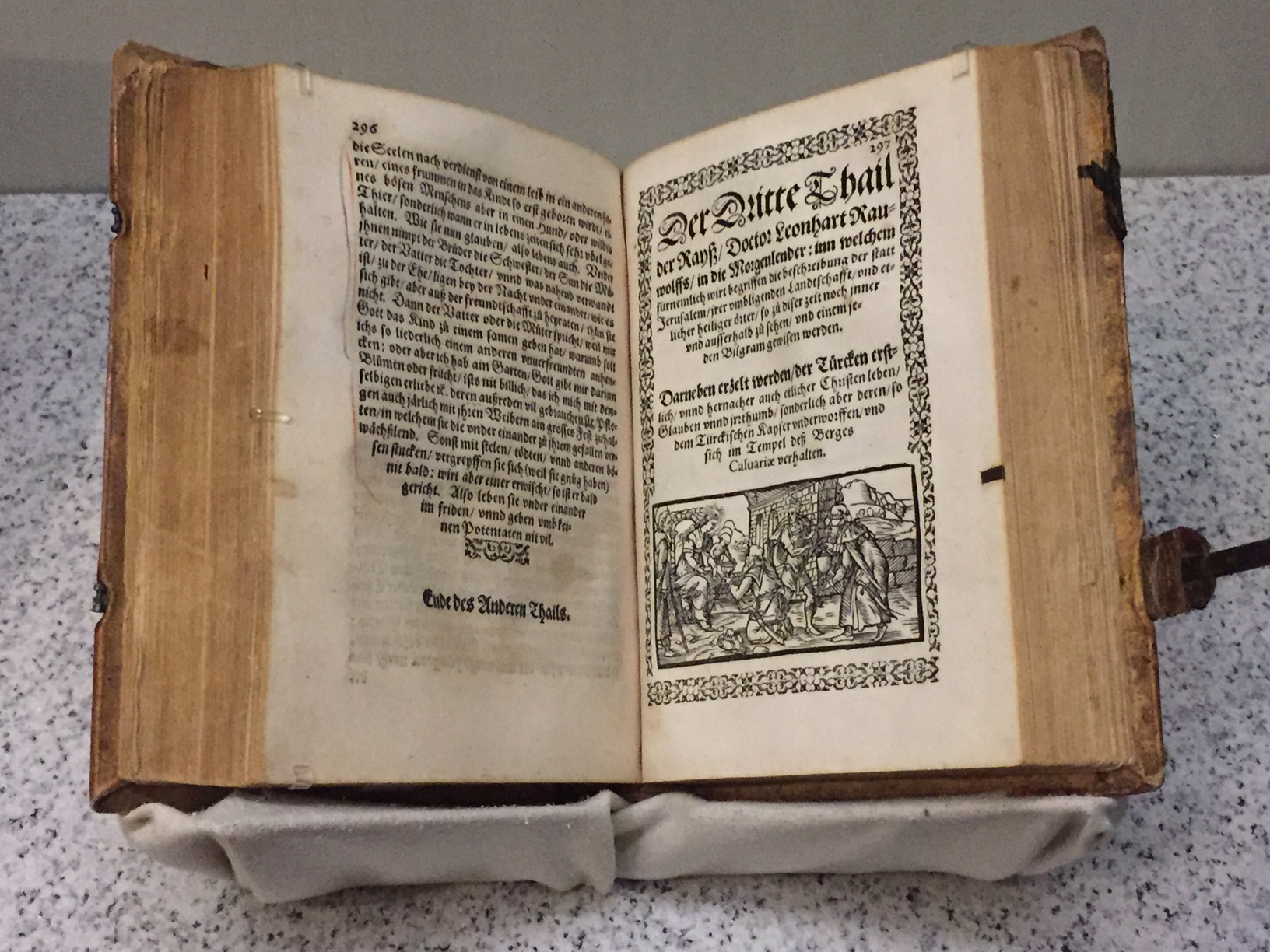
Leonhard Rauwolf: "Aigentliche Beschreibung der Raiß inn die Morgenländer." Primeira edição, Lauingen, 1582. Deutsches Historisches Museum, Berlim.

A viagem de Rauwolff ao Oriente Próximo foi possibilitada por seu cunhado Melchior Manlich, que esperava que Rauwolff voltasse com novas plantas e medicamentos que pudessem ser comercializados com lucro por sua empresa. A empresa Manlich já tinha relações comerciais com exportadores em Trípoli, no Líbano. Rauwolff começou sua jornada indo de Augsburg a Marselha, no sul da França, de onde navegou em 1573 para Trípoli, no Líbano. De Trípoli foi para Aleppo, onde permaneceu muitos meses. Em 1574 ele foi de Aleppo para Bagdá e Mosul. Em 1575 ele voltou para Aleppo e Tripoli e depois para Jerusalém. Ele estava de volta a Augsburg em 1576. Rauwolff foi o primeiro botânico europeu da era pós-medieval a viajar pela Síria e Mesopotâmia. Pouco depois de seu retorno, ele publicou os resultados de suas expedições botânicas em seu quarto herbário "Viertes Kreutterbuech - darein vil schoene und frembde Kreutter".
Além de investigações botânicas, Rauwolff observou e registrou suas impressões sobre as pessoas, costumes e pontos turísticos da região levantina. Em 1582, ele os publicou como um livro em alemão, "Aigentliche Beschreibung der Raiß inn die Morgenländerin". A tradução em inglês, "As viagens do Dr. Leonhart Rauwolf aos países orientais" (340 páginas), foi publicada em 1693 em uma coleção de narrativas de viagens compiladas por John Ray. Outra tradução foi publicada em holandês. Rauwolff foi um dos primeiros europeus a descrever o consumo de café (até então desconhecido na Europa): “Uma bebida muito boa que eles chamam de Chaube isso é quase tão preto quanto tinta e muito bom para doenças, especialmente para o estômago. Eles bebem de manhã cedo em lugares abertos diante de todos, sem medo ou consideração, em xícaras chinesas, o mais quente que podem, bebendo aos poucos. "Aqui está um trecho da descrição de Rauwolff de Trípoli em Líbano:
A cidade de Trípoli é bem grande, cheia de gente e de boa conta, devido ao grande depósito de mercadorias que são trazidas para lá diariamente tanto por mar como por terra. Situa-se numa região aprazível, perto do promontório da alta montanha do Líbano, numa grande planície em direção à orla marítima, onde se podem ver abundantes vinhas e belos jardins, cercados por sebes na maior parte, as sebes. consistindo principalmente de Rhamnus, Paliurus, Oxyacantha, Phillyrea, Lycium, Balaustium, Rubus e pequenas palmeiras, que são baixos, e assim brotam e se espalham. Nestes jardins, ao entrarmos, encontramos todos os tipos de saladas e ervas de cozinha, como Endívia, Alface, Ruckoli, Aspargos, Aipo,... Estragão..., Couves, Couve-flor, Nabos, Rábano, Cenoura, do tipo maior de Funcho, Cebola, Alho, etc. E também frutas, como Melancias, Melões, Cabaças, Cítricos, Melongena, Sesamum (pelos nativos chamados samsaim, as sementes das quais são muito usadas para espalhar sobre o pão) e muitos mais; mas especialmente a Colocasia, que é muito comum por lá e vendida o ano todo... Em grande abundância há cidras, limões e laranjas... Em Trípoli não faltam água, pois vários rios correm. as montanhas, e correm em parte pela cidade, e em parte pelos jardins, de modo que eles não precisam de água nem nos jardins nem em suas casas.

## Anos posteriores
Em 1588, os líderes de Augsburg voltaram ao catolicismo e Rauwolf, um líder da oposição protestante, saiu. Em seguida, ele serviu como médico da cidade em Linz por 8 anos. Em 1596 ele se juntou às tropas imperiais lutando contra os turcos na Hungria, onde morreu. Ele morreu em Waitzen, um ano antes de uma batalha entre austríacos e turcos em 1597.

O gênero de planta Rauvolfia Plum. ex L. foi nomeado em sua homenagem no século XVIII. O gênero de planta Alhagi, incluindo seu nome árabe, tem sua origem nos escritos de botânica de Rauwolff.